# NGC 506

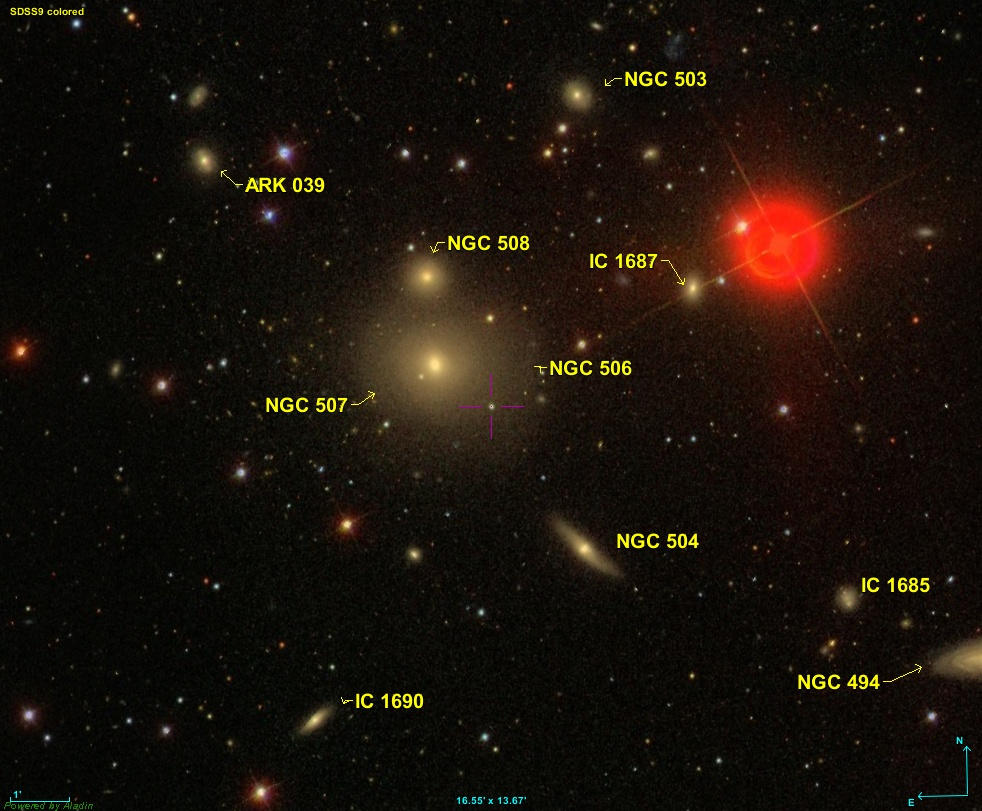

NGC 506 是雙魚座的一個星系。1874年11月7日，勞倫斯·帕森思發現了NGC 506。他是在觀測NGC 499時發現了NGC 506。NGC 506位于NGC 507的西南方向。該天體對觀測者來說看上去非常微弱，而且非常小。